# Liechtensteiner Binnenkanal

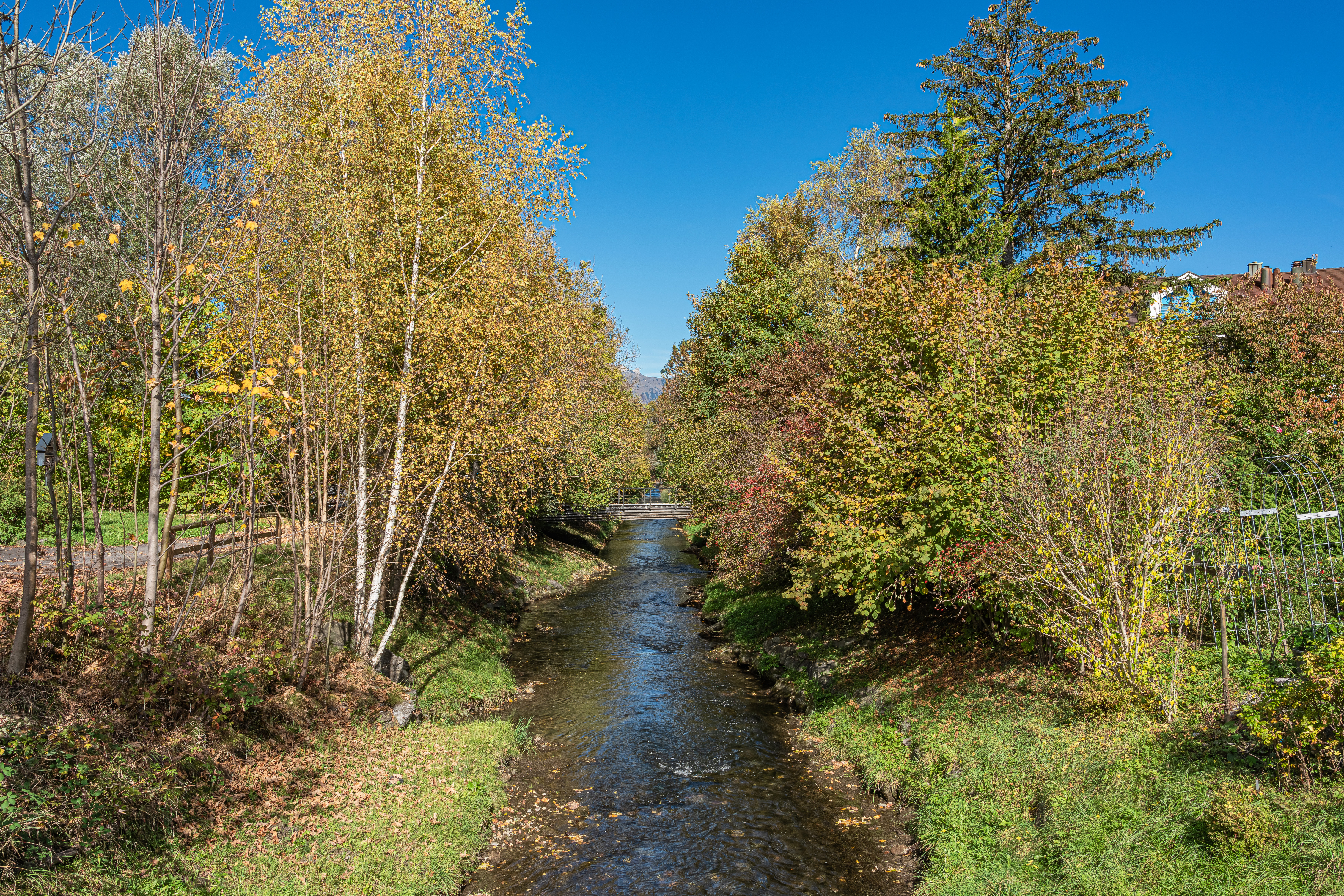
Der Liechtensteiner Binnenkanal in Vaduz

Der Liechtensteiner Binnenkanal ist ein zwischen 1931 und 1943 künstlich geschaffenes Gewässer, ein Binnenkanal, im Fürstentum Liechtenstein. 
Der Binnenkanal verläuft parallel zum Alpenrhein und nimmt das Wasser von zwölf Alpenbächen auf. In Ruggell (47,2642° N, 9,531° O) mündet der Binnenkanal in den Rhein. Der Binnenkanal hat eine Länge von 23 km und ein Einzugsgebiet von 115 Quadratkilometern. Der Binnenkanal dient dem Hochwasserschutz und der Entwässerung von Liechtenstein. Nach der Fertigstellung konnten grosse Gebiete entlang des Rheins intensiv und ertragreich genutzt werden. Entlang des Rheins entstanden Industrieareale. Anfang der 1990er Jahre wurde der Kanal naturiert und dient jetzt als Brutgebiet u. a. für den Eisvogel.

## Geschichte
Überlegungen, einen Binnenkanal zu schaffen, gab es bereits seit 1894, so beschäftigte sich auch der Liechtensteiner Landtag mit der Materie. Zwischen 1898 und 1902 wurden weitere Vorschläge dem Landtag vorgebracht, aufgrund der enormen Kosten wurde keiner realisiert. Erst 1931 wurde mit dem Bau begonnen und die Esche sowie elf weitere Bäche in den Kanal geleitet. Infolge massiver Kiesentnahmen aus der Rheinsohle in den 1940er Jahren, die zu einer Senkung des Grundwasserspiegels führten, entstand ein Höhenunterschied von fünf Metern vom Binnenkanal zum Rhein. Dies hatte zur Folge, dass Fische nicht mehr in den Kanal aufsteigen konnten, daran änderte auch eine 1982 errichtete Fischtreppe nichts. Seit 1984 wurden von der Liechtensteiner Regierung mehrere Revitalisierungsprojekte in Angriff genommen.

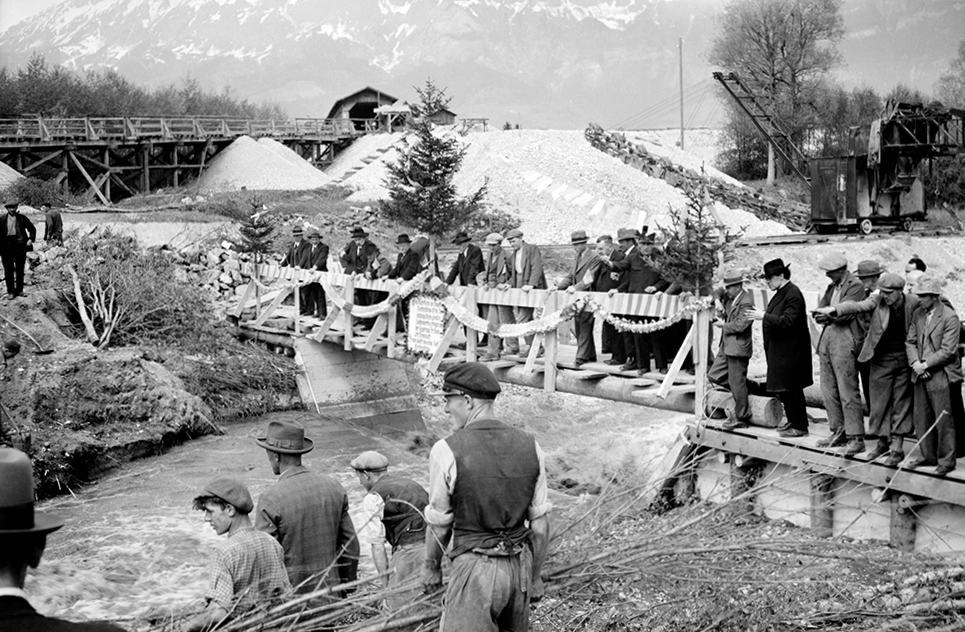
Feier zum Durchstich des Binnenkanals in Bendern am 6. April 1943
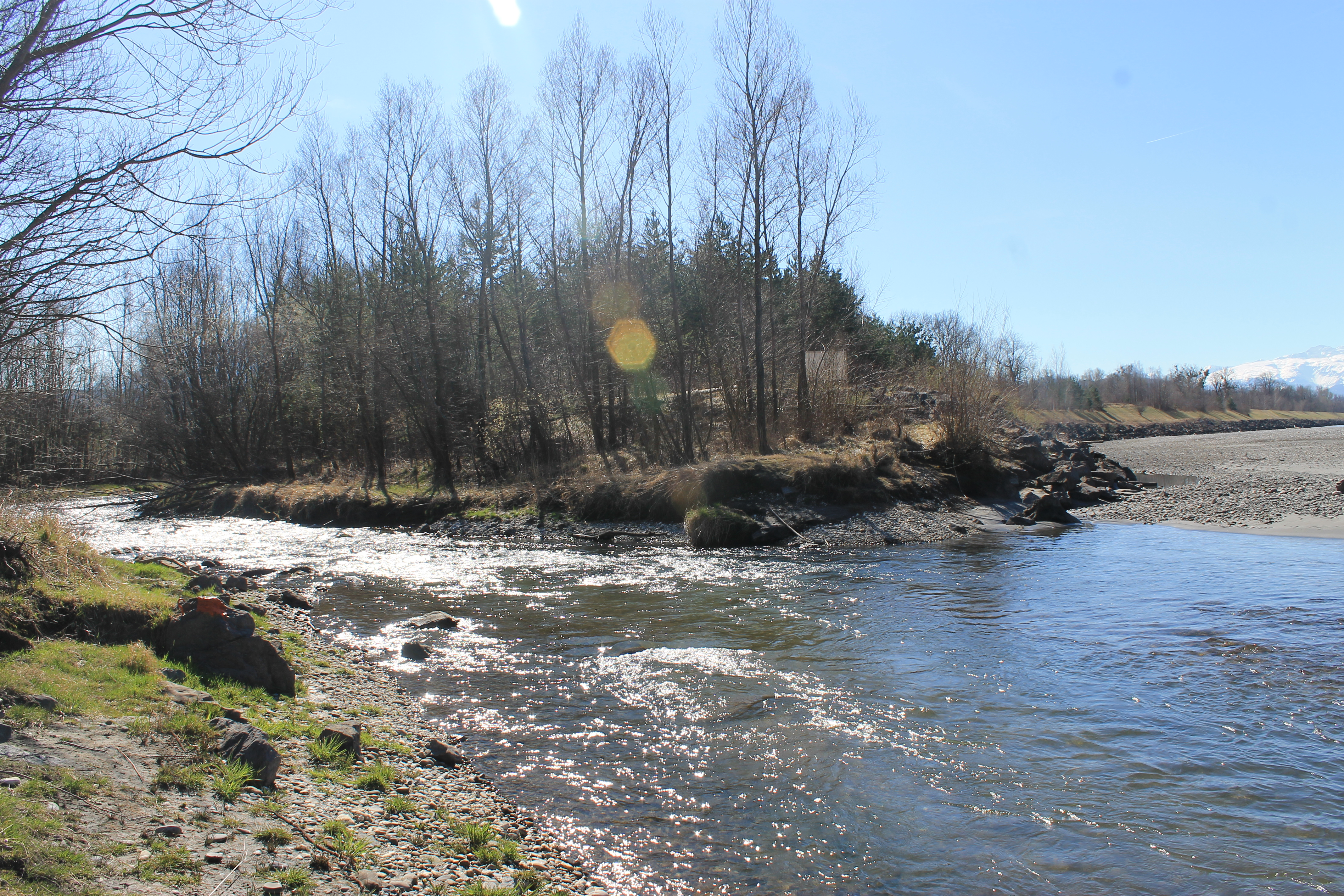
Mündung des Liechtensteiner Binnenkanals in den Rhein
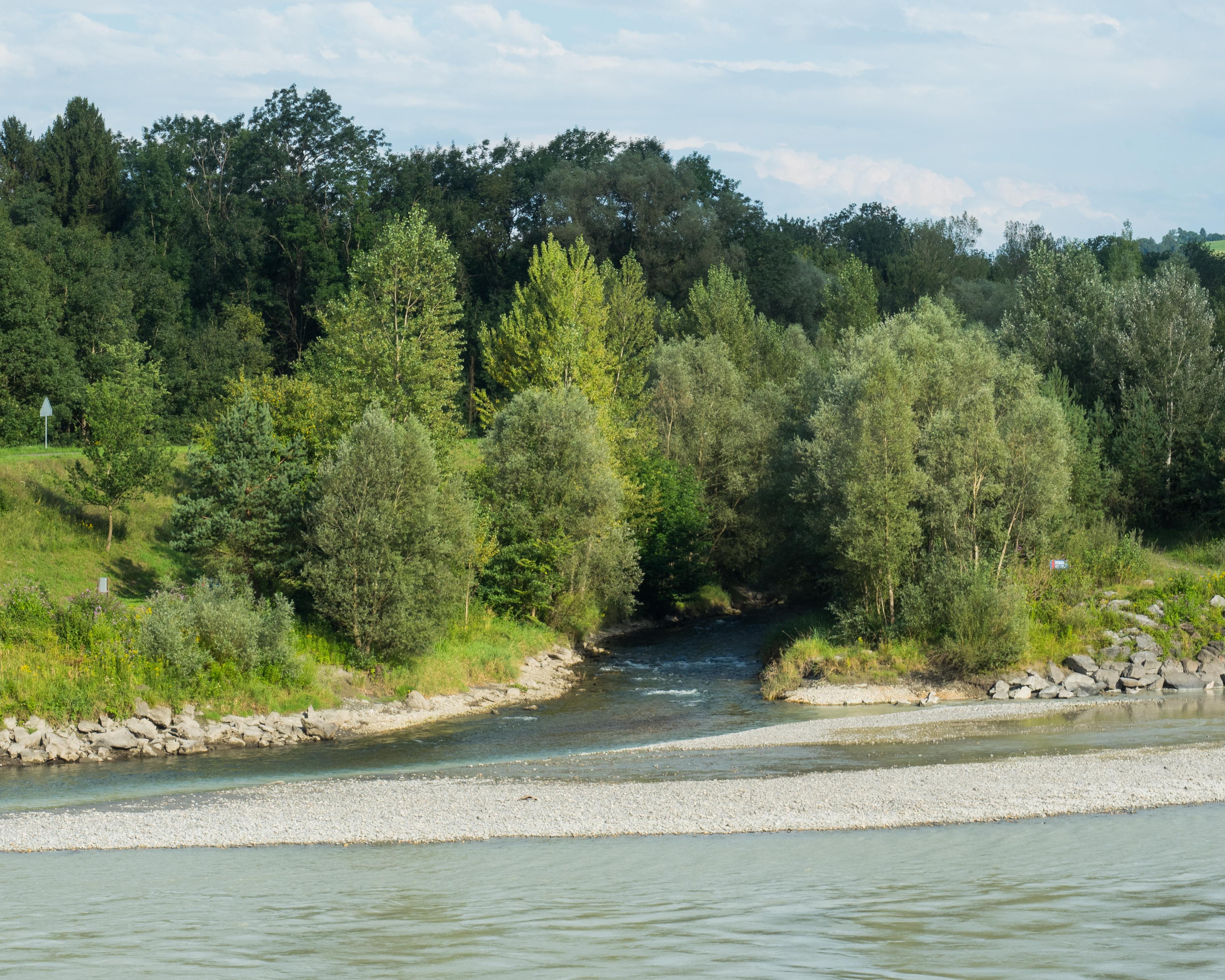
Mündung des Liechtensteiner Binnenkanals in den Rhein (Ansicht von der Schweizer Flussseite)